# Csősztorony
A Csősztorony egy romantikus épület Budapest X. kerületében. Az egykori kőbányai virágzó szőlőkultúrák emlékét őrzi. Évtizedekig segítette a kőbányai szőlőcsőszök, szőlőpásztorok munkáját, hiszen oltalmazni kellett a szőlőtolvajoktól és a madaraktól is, amelyek gyakran dézsmálták és csipegették a dús fürtöket. Azonban a számottevő szőlőtermelés az 1875 táján bekövetkezett filoxéravész miatt súlyos csapást szenvedett, amiből azt követően már nem tudott újra talpra állni. A kerületi önkormányzat tervei szerint ide lesz átköltöztetve a Helytörténeti Gyűjtemény. A Csősztorony Kőbánya címerében is felbukkan.

## Elhelyezkedése
Kőbánya 148 méter magasságú Óhegy nevű városrészén, a Harmat utca, a Gitár utca és a Kőér utca kereszteződésében a déli oldalon áll.

## Története

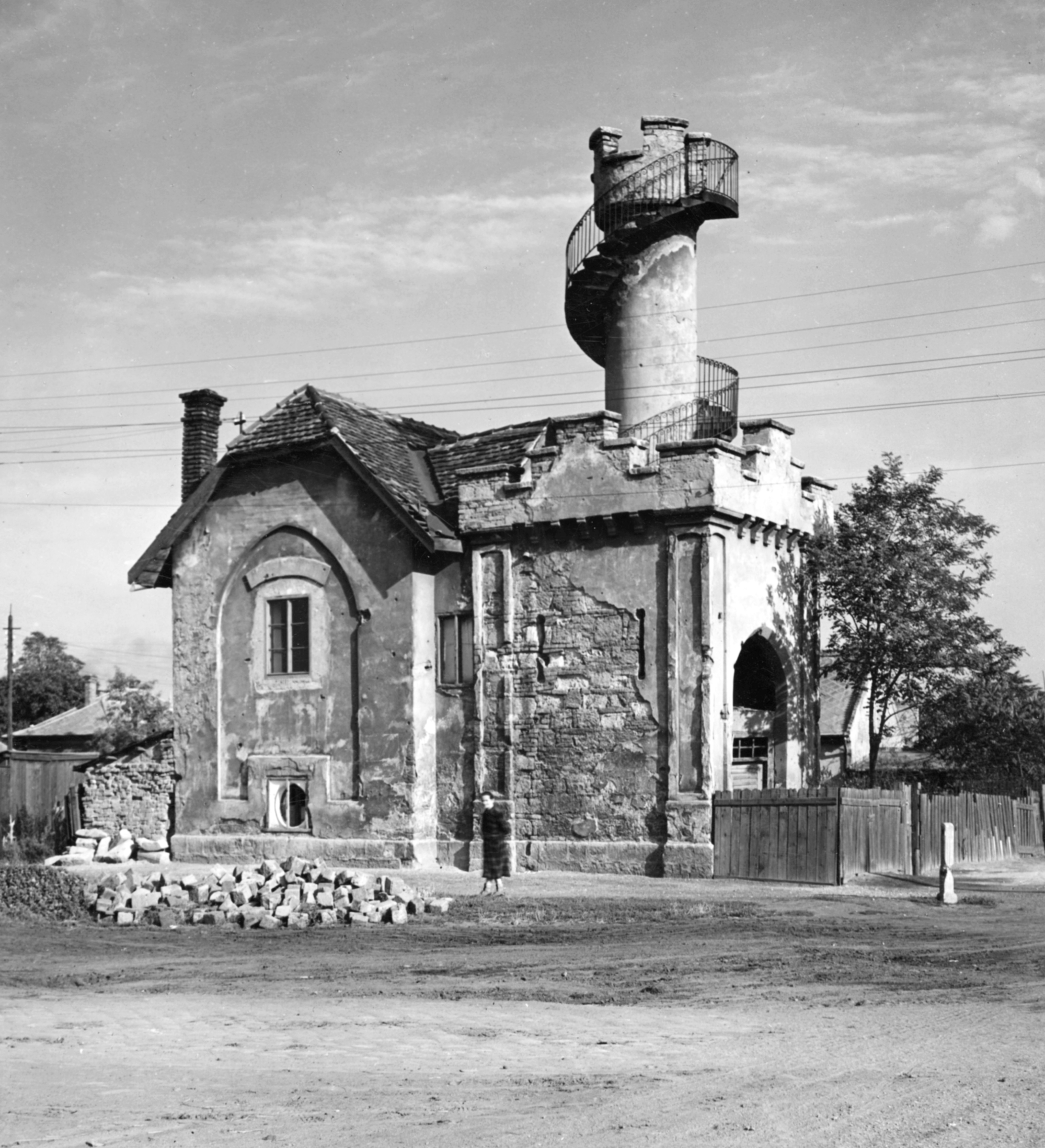
A Csősztorony 1954-ben

1844-ben épült Zofahl Lőrinc és Brein Ferenc tervei alapján. Az akkor divatos klasszicizmussal szembefordulva gótikus elemeket is felhasználtak rajta, s az épület így a magyar romantika egyik legszebb példája. Ma országos védettségű műemlék.
Felállítására azután került sor, hogy a 19. század első felében tolvajok károsították a kőbányai szőlőket. Pest város magisztrátusa pályázatot írt ki 1843-ban egy csősztorony és a hozzá tartozó lakóépület megépítésére. Az épületet a következő évben Zofahl Lőrinc vázlatai alapján Brein Ferenc építette fel. A lépcsős toronyépület magába foglalja a „főcsőszi” házat is.
A 19. század végére eltűntek a szőlők a környékről, de az épület megmaradt, mert 1896-tól a rendőrség használta, 1926-ban felvették a székesfőváros tulajdonában levő műemlékszerű és fokozottabb védelmet érdemlő épületek jegyzékébe. Teljes műemléki védettséget 1949-ben kapott. A 20. században kocsma és étterem működött a falai között.

## Leírása
Az épület kétszintes. A nyeregtetővel fedett őrházhoz keskeny összekötő taggal kapcsolódik az aszimmetrikusan elhelyezett, négyzet alaprajzú pártázatos épület, innen indul a torony lépcsőzete. A lépcső kilátóhoz vezet, mentén elegáns vaskorlát fut végig. Az emeleti helyiség bejárati ajtaját gazdag fafaragások borítják.